# Heitor Canalli
Heitor Canalli (Juiz de Fora, 12 de març de 1907 - Juiz de Fora, 21 de juliol de 1990) fou un jugador de futbol brasiler de la dècada de 1930.

## Trajectòria
Pel que fa a clubs, destacà principalment al Botafogo, on jugà en dues etapes entre 1929 i 1940. També fou internacional amb la selecció del Brasil, amb la qual disputà la Copa del Món de futbol de 1934, així com al Campionat sud-americà de l'any 1937 a l'Argentina, en la qual Brasil fou segon.